# Elpidius Markötter
Elpidius Markötter OFM (ur. 8 października 1911 w Südlohn w Westfalii, zm. 28 czerwca 1942 w KL Dachau) – niemiecki duchowny rzymskokatolicki, franciszkanin. Za obronę Polaków i Żydów w wygłoszonym kazaniu w święto Bożego Ciała został zamęczony przez nazistów w niemieckim obozie koncentracyjnym.

## Życiorys
Ojciec Elpidius urodził się jako Joseph Hermann w wielodzietnej rodzinie pocztowego urzędnika Hermanna i Elizabeth z domu Tenbrake. Miał siedmioro rodzeństwa: cztery siostry i trzech braci. W 1926 roku wstąpił do franciszkańskiego kolegium św. Ludwig w Vlodrop w Holandii, w którym w 1932 zdał maturę. 14 kwietnia 1932 został przyjęty do Zakonu Braci Mniejszych przyjmując imię Elpidius. 26 marca 1939 otrzymał święcenia kapłańskie w Paderbornie. Na początku 1940 był submagistrem w klasztorze w Warendorf. 4 czerwca 1940 w święto Bożego Ciała wygłosił kazanie stwierdzając m.in. 

Wszystkich ludzi musimy kochać, także Polaków, także i Żydów.

Został zatrzymany przez Gestapo i aresztowany na 3 miesiące na podstawie paragrafu kanclerskiego (tzw. paragrafu z kazalnicy). Przewieziony najpierw do KL Sachsenhausen a następnie do KL Dachau, w którym 28 czerwca 1942 umarł na skutek głodu i wyczerpania.